# Ia Trok
Ia Trok là một xã thuộc huyện Ia Pa, tỉnh Gia Lai, Việt Nam.
Xã Ia Trok có diện tích 22,56 km², dân số năm 1999 là 7415 người, mật độ dân số đạt 329 người/km².